# Julien Duranville
Julien Duranville (Uccle, Bruselas, Bélgica, 5 de mayo de 2006) es un futbolista belga que juega como delantero en el Borussia Dortmund de la Bundesliga.

## Trayectoria
Es canterano del R. S. C. Anderlecht, firmando su primer contrato en mayo de 2021. Debutó como profesional el 22 de mayo de 2022, en un empate 1-1 en la Primera División de Bélgica contra el Club Brujas.

## Selección nacional
Nació en Uccle, Bruselas, Bélgica, de padre belga/marinense y madre congoleña, en Etterbeek. Es internacional en categorías inferiores con Bélgica.
El 6 de septiembre de 2024 hizo su debut con la selección absoluta en un encuentro de la Liga de Naciones de la UEFA 2024-25 frente a Israel que ganaron por tres a uno.

## Estadísticas

### Clubes
Actualizado al último partido disputado el 1 de octubre de 2024.
| Club                          | Div.          | Temporada     | Liga  | Liga  | Liga   | Copas nacionales | Copas nacionales | Copas nacionales | Copas internacionales | Copas internacionales | Copas internacionales | Total | Total | Total  |
| Club                          | Div.          | Temporada     | Part. | Goles | Asist. | Part.            | Goles            | Asist.           | Part.                 | Goles                 | Asist.                | Part. | Goles | Asist. |
| ----------------------------- | ------------- | ------------- | ----- | ----- | ------ | ---------------- | ---------------- | ---------------- | --------------------- | --------------------- | --------------------- | ----- | ----- | ------ |
| R. S. C. Anderlecht · Bélgica | 1.ª           | 2021-22       | 1     | 0     | 0      | 0                | 0                | 0                | —                     | —                     | —                     | 1     | 0     | 0      |
| R. S. C. Anderlecht · Bélgica | 1.ª           | 2022-23       | 6     | 1     | 0      | 0                | 0                | 0                | 4                     | 0                     | 0                     | 10    | 1     | 0      |
| R. S. C. Anderlecht · Bélgica | Total club    | Total club    | 7     | 1     | 0      | 0                | 0                | 0                | 4                     | 0                     | 0                     | 11    | 1     | 0      |
| Borussia Dortmund · Alemania  | 1.ª           | 2022-23       | 1     | 0     | 0      | 0                | 0                | 0                | 0                     | 0                     | 0                     | 1     | 0     | 0      |
| Borussia Dortmund · Alemania  | 1.ª           | 2023-24       | 2     | 0     | 0      | 0                | 0                | 0                | 0                     | 0                     | 0                     | 2     | 0     | 0      |
| Borussia Dortmund · Alemania  | 1.ª           | 2024-25       | 1     | 0     | 0      | 1                | 1                | 0                | 1                     | 0                     | 0                     | 3     | 1     | 0      |
| Borussia Dortmund · Alemania  | Total club    | Total club    | 4     | 0     | 0      | 1                | 1                | 0                | 1                     | 0                     | 0                     | 6     | 1     | 0      |
| Total carrera                 | Total carrera | Total carrera | 11    | 1     | 0      | 1                | 1                | 0                | 5                     | 0                     | 0                     | 17    | 2     | 0      |